# Gmina Porąbka
Die Gmina Porąbka ist eine Landgemeinde im Powiat Bielski der Woiwodschaft Schlesien in Polen. Ihr Sitz ist das gleichnamige Dorf mit etwa 3950 Einwohnern.

## Geographie

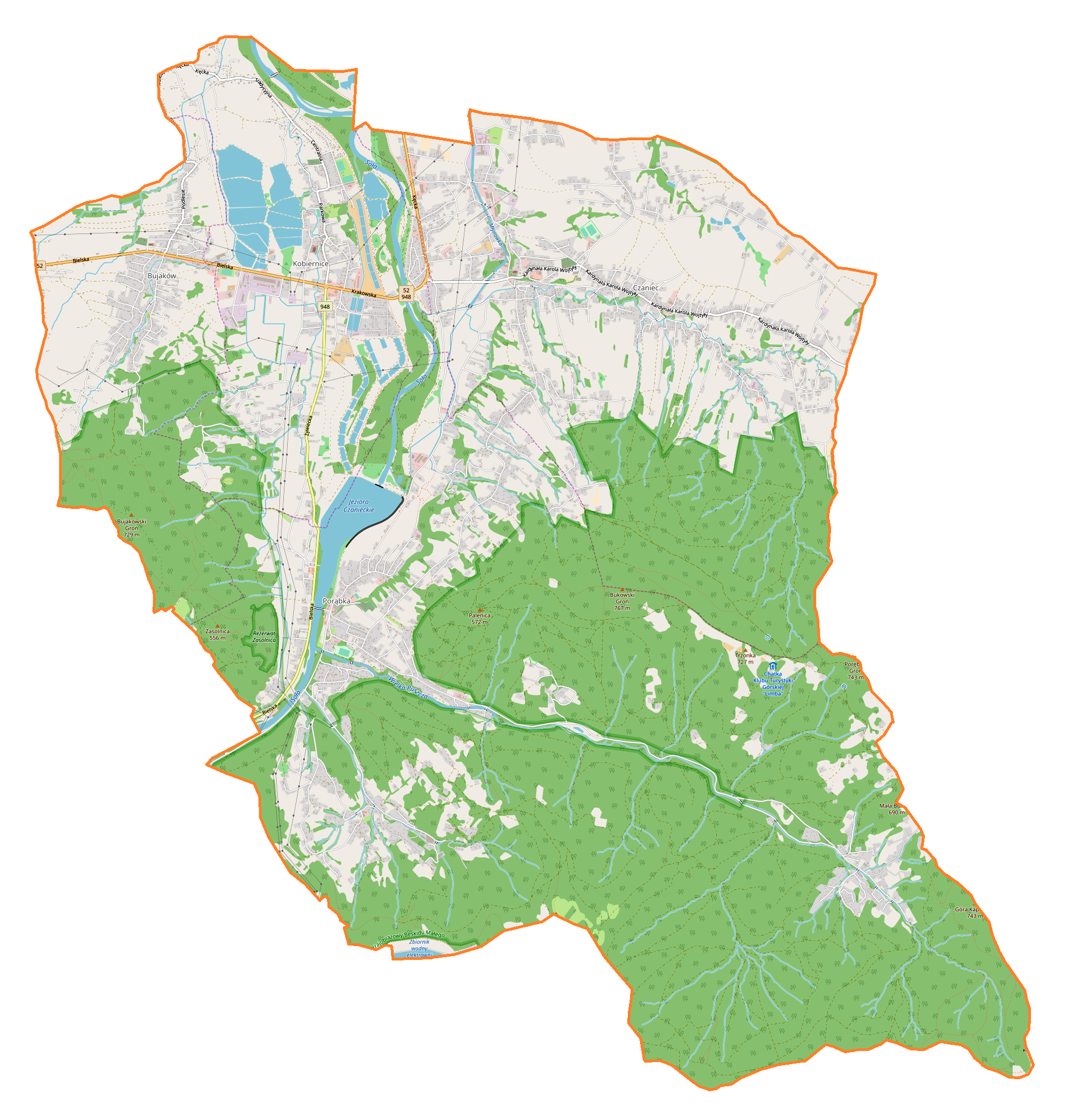
Karte der Gemeinde

Die Gemeinde liegt im Süden der Woiwodschaft und grenzt im Osten an die Woiwodschaft Kleinpolen. Nachbargemeinden sind in der Woiwodschaft Kleinpolen Kęty im Norden und Andrychów im Osten; in der Woiwodschaft Schlesien Łękawica im Südosten, Czernichów im Südwesten und Kozy im Westen. Katowice liegt etwa 50 Kilometer nördlich, die Kreisstadt Bielsko-Biała fünf Kilometer westlich.
Die Gemeinde hat eine Fläche von 64,6 km², von der 38 Prozent land- und 47 Prozent forstwirtschaftlich genutzt werden. Die Gegend gehört zum Schlesischen Vorgebirge (Pogórze Śląskie) vor den Kleinen Beskiden (Beskid Mały). Ein Fließgewässer ist die Soła.

## Geschichte
Die Landgemeinde wurde 1954 in Gromadas aufgelöst und 1973 wieder gebildet. Sie kam 1975 von der Woiwodschaft Krakau zur Woiwodschaft Bielsko-Biała. Im Januar 1999 kam sie wieder zum Powiat Bielski und zur Woiwodschaft Schlesien. Bis 1950 gehörte die Gemeinde zum ehemaligen Powiat Bialski, seit 1951 zum Powiat Żywiecki alten Zuschnitts, der 1975 aufgelöst wurde.

## Gliederung
Zur Landgemeinde (gmina wiejska) Porąbka gehören vier Dörfer mit einem Schulzenamt (sołectwo):
- Bujaków
- Czaniec
- Kobiernice
- Porąbka

## Politik

### Gemeindevorsteher
An der Spitze der Verwaltung steht der Gemeindevorsteher. Dies war Czesław Bułka, der 2018 nicht mehr antrat und von Paweł Zemanek abgelöst wurde. Bei der turnusmäßigen Wahl im April 2024 blieb Amtsinhaber Paweł Zemanek ohne Gegenkandidaten und wurde mit 82,5 % der Stimmen wiedergewählt.
Bei der turnusmäßigen Wahl im Oktober 2018 gab es folgendes Ergebnis:
- Paweł Zemanek (Wahlkomitee „Überparteilich – Familie Recht Gemeinschaft“) 63,1 % der Stimmen
- Marta Tylza-Janosz (parteilos) 36,9 % der Stimmen

Damit setzte sich Zemanek bereits im ersten Wahlgang durch und wurde zum neuen Gemeindevorsteher gewählt.

### Gemeinderat
Der Gemeinderat von Porąbka besteht aus 15 Mitgliedern, die in Einpersonenwahlkreisen gewählt werden. Die Wahl 2024 führte zu folgendem Ergebnis:
- Wahlkomitee „Bürgermeister Paweł Zemanek“ 63,7 % der Stimmen, 12 Sitze
- Wahlkomitee „Die Gemeinde sind wir“ 33,5 % der Stimmen, 3 Sitze
- Übrige 2,8 %, kein Sitz

Die Wahl 2018 führte zu folgendem Ergebnis:
- Wahlkomitee „Überparteilich – Familie Recht Gemeinschaft“ 62,2 % der Stimmen, 12 Sitze
- Wahlkomitee „Einwohnerfreundliche Gemeinde“ 28,8 % der Stimmen, 1 Sitz
- Wahlkomitee „Unser Kobiernice“ 6,3 % der Stimmen, 1 Sitz
- Wahlkomitee „Gemeinsame Stimme“ 2,7 % der Stimmen, 1 Sitz